# Янтуганово
Янтуга́ново (рос. Янтгуаново, башк. Янтуған) — присілок у складі Ілішевського району Башкортостану, Росія. Входить до складу Сюльтінської сільської ради.
Населення — 202 особи (2010; 224 у 2002).
Національний склад:
- башкири — 97 %